# 斐利民
斐利民（Maurice Freedman，又譯作莫里斯·弗里德曼）（1920年12月11日—1975年7月15日）是一名英國人類學家，生前長期擔任牛津大學社會人類學教授，專研東南亞華人和華南宗族、社會和法律研究。
本科在倫敦國王學院修讀英文，第二次世界大戰期間曾加入英國皇家炮兵，1946年進入倫敦政治經濟學院成為人類學研究生。在新加坡進行田野調查之後，1951年被委任為同校的人類學講師，並且在1965年成為教授。他在1970年轉到牛津大學，並且任職到病逝。

## 重要著作
- Chinese Family and Marriage in Singapore (1957)
- Chinese Lineage and Society (1966)
- Main Trends in Social and Cultural Anthropology (1979)